# Deutsche Leichtathletik-Hallenmeisterschaften 2000
Die 47. Deutschen Leichtathletik-Hallenmeisterschaften fanden am 12. und 13. Februar 2000 im Sindelfinger Glaspalast statt. Zum zehnten Mal war Sindelfingen Gastgeber. Die Wettbewerbe standen im Zeichen der Halleneuropameisterschaften, die zwei Wochen später in Gent ausgetragen wurden.
Die 3 × 1000 m der Männer wurden am 20. Februar ebenfalls in Sindelfingen ausgetragen.

## Medaillengewinner

### Männer
| Disziplin      | Gold                                                                                          | Leistung     | Silber                                                                                            | Leistung     | Bronze                                                                        | Leistung                                   |
| -------------- | --------------------------------------------------------------------------------------------- | ------------ | ------------------------------------------------------------------------------------------------- | ------------ | ----------------------------------------------------------------------------- | ------------------------------------------ |
| 60 m           | Tim Goebel (DJK Südwest Köln)                                                                 | 6,60 s       | Marc Blume (TV Wattenscheid 01)                                                                   | 6,61 s       | Alexander Kosenkow (TV Wattenscheid 01)                                       | 6,64 s                                     |
| 200 m          | Holger Blume (TV Wattenscheid 01)                                                             | 21,26 s      | Michael Schäfer (MTG Mannheim)                                                                    | 21,57 s      | Martin Balcer (SC Charlottenburg)                                             | 22,26 s                                    |
| 400 m          | Ingo Schultz (TSG Bergedorf)                                                                  | 46,42 s      | Lars Figura (Werder Bremen)                                                                       | 46,80 s      | Ruwen Faller (TV Wehr)                                                        | 46,90 s                                    |
| 800 m          | Nils Schumann (SV Creaton Großengottern)                                                      | 1:49,62 min  | Nico Motchebon (LAC Quelle Fürth/München 1860)                                                    | 1:50,02 min  | Tarik Bourrouag (TSV Bayer 04 Leverkusen)                                     | 1:50,16 min                                |
| 1500 m         | Dirk Heinze (SV Creaton Großengottern)                                                        | 3:44,38 min  | Wolfram Müller (LSV Pirna)                                                                        | 3:44,97 min  | Sören Salow (LAC Erdgas Chemnitz)                                             | 3:45,14 min                                |
| 3000 m         | Rüdiger Stenzel (TV Wattenscheid 01)                                                          | 8:01,19 min  | Carsten Schütz (TV Wattenscheid 01)                                                               | 8:01,41 min  | Jan Fitschen (TV Wattenscheid 01)                                             | 8:03,20 min                                |
| 60 m Hürden    | Falk Balzer (TuS Jena)                                                                        | 7,54 s       | Ralf Leberer (SSV Ulm 1846)                                                                       | 7,61 s       | Florian Schwarthoff (ABC Ludwigshafen)                                        | 7,64 s                                     |
| 4 × 200 m      | LG Salamander Kornwestheim (Florian Köpfer, Florian Gamper, Christian Schacht, Mike Höschele) | 1:25,74 min  | SC Charlottenburg (Manuel Milde, Martin Balcer, Filip Bickel, Arne Bauer)                         | 1:26,62 min  | ASV Köln und MTG Mannheim disqualifiziert.                                    | ASV Köln und MTG Mannheim disqualifiziert. |
| 4 × 400 m      | TSV Bayer Leverkusen (Benjamin Nitze, René Oblong, Daniel Hechler, Klaus Ehrnsperger)         | 3:11,12 min  | LAV Bayer Uerdingen/Dormagen (Thorsten Knöpker, Alexander Kuhnert, Stefan Früh, Thomas Heinrichs) | 3:14,82 min  | VfL Sindelfingen (Steffen Sattelmaier, Frank Lange, Wasniewski, Heiko Kupfer) | 3:18,34 min                                |
| 3 × 1000 m     | SV Creaton Großengottern (Dominik Burkhardt, Dirk Heinze, Nils Schumann)                      | 7:08,10 min  | TV Wattenscheid 01 (Rüdiger Stenzel, Jan Fitschen, Benjamin Hetzler)                              | 7:08,28      | TSV Bayer 04 Leverkusen (Benedikt Nolte, Sebastian Bretag, Tarik Bourrouag)   | 7:14,46                                    |
| 5000 m Gehen   | Andreas Erm (LAC Halensee Berlin)                                                             | 19:17,19 min | Denis Trautmann (LGV Gleina)                                                                      | 19:43,36 min | Axel Noack (OSC Berlin)                                                       | 19:50,49 min                               |
| Hochsprung     | Martin Buss (TSV Bayer 04 Leverkusen)                                                         | 2,31 m       | Wolfgang Kreißig (MTG Mannheim)                                                                   | 2,27 m       | Christian Rhoden (TSV Bayer 04 Leverkusen)                                    | 2,24 m                                     |
| Stabhochsprung | Tim Lobinger (ASV Köln)                                                                       | 5,70 m       | Björn Otto (LAV Bayer Uerdingen/Dormagen)                                                         | 5,60 m       | Richard Spiegelburg (TSV Bayer 04 Leverkusen)                                 | 5,55 m                                     |
| Weitsprung     | Konstantin Krause (LG Ohra/Hörsel)                                                            | 7,97 m       | Kofi Amoah Prah (LG Nike Berlin)                                                                  | 7,82 m       | Matthias Eifert (LG Salamander Kornwestheim)                                  | 7,67 m                                     |
| Dreisprung     | Charles Friedek (TSV Bayer Leverkusen)                                                        | 16,97 m      | Karsten Richter (TSV Bayer 04 Leverkusen)                                                         | 16,36 m      | Hrvoje Verzi (LAC Quelle Fürth/München 1860)                                  | 16,16 m                                    |
| Kugelstoßen    | Oliver-Sven Buder (TV Wattenscheid 01)                                                        | 20,15 m      | Michael Mertens (LG Göttingen)                                                                    | 19,63 m      | Andy Dittmar (LG Ohra-Hörselgas)                                              | 19,50 m                                    |

### Frauen
| Disziplin      | Gold                                                                               | Leistung     | Silber                                                                                          | Leistung     | Bronze                                                                                      | Leistung     |
| -------------- | ---------------------------------------------------------------------------------- | ------------ | ----------------------------------------------------------------------------------------------- | ------------ | ------------------------------------------------------------------------------------------- | ------------ |
| 60 m           | Andrea Philipp (LG Olympia Dortmund)                                               | 7,26 s       | Marion Wagner (USC Mainz)                                                                       | 7,34 s       | Sina Schielke (LG Olympia Dortmund)                                                         | 7,34 s       |
| 200 m          | Birgit Rockmeier (LG Olympia Dortmund)                                             | 23,07 s      | Esther Möller (LG Olympia Dortmund)                                                             | 23,33 s      | Alice Reuss (LT DSHS Köln)                                                                  | 24,01 s      |
| 400 m          | Anja Rücker (TuS Jena)                                                             | 51,99 s      | Claudia Marx (LG Nike Berlin)                                                                   | 52,25 s      | Florence Ekpo-Umoh (USC Mainz)                                                              | 52,37 s      |
| 800 m          | Ivonne Teichmann (SC Magdeburg)                                                    | 2:01,36 min  | Linda Kisabaka (LAZ Leipzig)                                                                    | 2:01,90 min  | Simone Beutelspacher (VfL Sindelfingen)                                                     | 2:03,52 min  |
| 1500 m         | Sylvia Kühnemund (Hallesche LAF)                                                   | 4:11,15 min  | Kathleen Friedrich (LAC Erdgas Chemnitz)                                                        | 4:11,64 min  | Carmen Wüstenhagen(LAZ Leipzig)                                                             | 4:12,69 min  |
| 3000 m         | Luminita Zaituc (LG Braunschweig)                                                  | 9:09,89 min  | Melanie Kraus (TSV Bayer 04 Leverkusen)                                                         | 9:12,47 min  | Sylvia Nußbeck (TSV Bayer 04 Leverkusen)                                                    | 9:12,95 min  |
| 60 m Hürden    | Caren Sonn (MTG Mannheim)                                                          | 8,15 s       | Juliane Sprenger (LG Kindelsberg Kreuztal)                                                      | 8,21 s       | Sabine Braun (TV Wattenscheid 01)                                                           | 8,24 s       |
| 4 × 200 m      | LG Olympia Dortmund (Birgit Rockmeier, Sina Schielke, Esther Möller, Katchi Habel) | 1:35,19 min  | LG Kindelsberg Kreuztal (Juliane Sprenger, Christina Gerhardus, Ayodele Buraimoh, Aniko Bozsik) | 1:38,23 min  | LAV Bayer Uerdingen/Dormagen (Ina Cordes, Michaela Lambertz, Andrea Lammerding, Katja Fust) | 1:38,74 min  |
| 3000 m Gehen   | Beate Gummelt (LAC Halensee Berlin)                                                | 12:05,66 min | Sabine Zimmer (SC Potsdam)                                                                      | 12:25,76 min | Gabriele Herold (LAZ Leipzig)                                                               | 12:53,55 min |
| Hochsprung     | Heike Henkel (TSV Bayer 04 Leverkusen)                                             | 1,91 m       | Sophia Sagonas (LG Seligenstadt)                                                                | 1,85 m       | Amewu Mensah (OSC Berlin)                                                                   | 1,85 m       |
| Stabhochsprung | Yvonne Buschbaum (LG VfB/Kickers Stuttgart)                                        | 4,40 m       | Christine Adams (TSV Bayer 04 Leverkusen)                                                       | 4,30 m       | Sabine Schulte (LG Bonn/Troisdorf)                                                          | 4,25 m       |
| Weitsprung     | Heike Drechsler (ABC Ludwigshafen)                                                 | 6,72 m       | Sofia Schulte (LAG Siegen)                                                                      | 6,43 m       | Bianca Kappler (Halstenbeker TS)                                                            | 6,40 m       |
| Dreisprung     | Tanja König (TSV Bayer Leverkusen)                                                 | 13,61 m      | Katja Umlauft (SC Charlottenburg)                                                               | 13,53 m      | Nicole Herschmann (OSC Berlin)                                                              | 13,39 m      |
| Kugelstoßen    | Nadine Kleinert (SC Magdeburg)                                                     | 19,10 m      | Astrid Kumbernuss (SC Neubrandenburg)                                                           | 18,92 m      | Nadine Beckel (Schweriner SC)                                                               | 17,94 m      |